# 李新农
李新农（1911年9月—1983年3月9日），原名李受天，男，北京人，中华人民共和国政治人物。

## 生平
1911年9月出生于北京。1927年赴日本留学，就读于东京医科大学。1931年九一八事变后愤然退学回国。归国后即在北京和天津执业从医。
1935年起为抗日救国而参加中共领导下的地下统战工作。1937年参加八路军，“七七事变”后奉派到国民政府鹿钟麟部工作，曾先后任鹿的秘书、政治部宣传科科长、河北省政府参议等职。1938年底奉调回八路军系统，任八路军129师暨晋冀鲁豫边区参议 。
1940年加入中国共产党，此后继续从事抗日统战的重要工作。1939年9月，作为八路军代表赴河北武安说服国民党冀察游击第二纵队第2师师长范子侠率所部4000人改编为八路军平汉抗日游击纵队。1941年春，又代表129师师长刘伯承、政委邓小平赴山西陵川与国民党27军军长范汉杰谈判合作抗战。1941年底至1944年春，先任国民革命军第18集团军驻太南办事处主任，其间领导创建太南区情报交通网，后任第18集团军前方总部高级参议，实际工作在前总情报处。1945年8月被任命为晋冀鲁豫军区司令部交际处处长(正师职)，于同年9月参加了以申伯纯为组长的工作组，说动国民党第11战区副司令长官高树勋率部改编为“民主建国军”而投向共产党。1945年4月到6月初,中共在延安召开“七大”之后，李新农奉派到当时仍在日军占领下的北平，向北平中共地下组织传达毛泽东在七大所作政治报告《论联合政府》，从太行根据地化装出发，一路历险，文件丢失，最终凭记忆背诵完成传达任务。
抗战胜利后至1953年，除了1946年10月曾随刘伯承司令员赴新乡参加军调部会议之外，一直从事军内医务领导工作。1946年任晋冀鲁豫军区北方大学医学院副教务长，1948年5月至10月任中国人民解放军白求恩国际和平医院院长，1948年11月至1949年3月任中国人民解放军华北医科大学副教育长，1949年任中央军委卫生部办公室主任，1950年9月任长春第三军医大学副校长，1953年3月任军事医学科学院第一副院长。
1954年后转行从事外贸部门的研究和教学工作。先后任外贸部四局副局长，驻伊拉克大使馆商务参赞，国际贸易部研究所副所长。
文革时遭受批斗，但自信无愧，始终冷静乐观以对。退休后著有《书生革命》一书，回顾其颇富传奇的经历。
1983年3月9日病逝于北京。